# Wood Vapor Vehicle Company
Wood Vapor Vehicle Company war ein US-amerikanischer Hersteller von Kraftfahrzeugen.

## Unternehmensgeschichte
Joseph C. Wood hatte bereits die Wood-Loco Vehicle Company betrieben. 1903 gründete er zusammen mit C. T. Sauer und E. S. Wood das neue Unternehmen in Brooklyn im US-Bundesstaat New York. Sie begannen mit der Produktion von Automobilen. Der Markenname lautete Wood. 1903 endete die Produktion von Personenkraftwagen und 1905 jene von Nutzfahrzeugen.

## Fahrzeuge
Im Angebot standen ausschließlich Dampfwagen.
Die Pkw hatten einen Dampfmotor mit drei Zylindern, der 8 PS leistete. Der Motor war vorne im Fahrzeug unter einer Motorhaube montiert. Die Haube ähnelte aufgrund ihrer Formung denen von De Dion-Bouton. Der Kessel war unter dem Rahmen platziert. Die Vollgummireifen waren 36 Zoll groß. Der Wagen wog etwa 204 kg. Der Neupreis betrug 450 US-Dollar.
Außerdem entstanden Lieferwagen.